# Kenny Tete
Pour les articles homonymes, voir Tete.
Kenny Joelle Tete, dit Kenny Tete, né le 9 octobre 1995 à Amsterdam aux Pays-Bas, est un footballeur international néerlandais qui évolue au poste de défenseur latéral à Fulham FC.

## Biographie
Kenny Tete est né à Amsterdam, aux Pays-Bas, d'un père mozambicain et d'une mère indonésienne. Son père, Miguel Tete, est arrivé aux Pays-Bas avec sa famille, à l'âge de cinq ans, pendant la guerre d'indépendance du Mozambique.

### Carrière en club

#### Ajax Amsterdam (2013-2017)
Kenny Tete fait ses débuts en professionnels avec l'Ajax Amsterdam en 2015, après avoir fait ses classes avec l'équipe réserve du club ajacide. Titulaire sur le flanc droit de la défense, en concurrence avec Joël Veltman, il réalise des performances de bonne facture qui lui permettent d'être appelé avec la sélection des Pays-Bas dès 2015. Il dispute deux matchs avec la sélection, alors qu'il ne porte la maillot ajacide qu'à deux reprises cette année-là. Il porte alors le numéro 2 avec l'Ajax. La saison suivante est plus faste, puisqu'il joue à trente et une reprises lors de sa deuxième saison, toutes compétitions confondues. Mais sa troisième saison est compliquée : seulement cinq apparitions en championnat.
Il dispute 55 rencontres et marque une fois entre 2015 et 2017. À l'été 2017, il est courtisé par de nombreux clubs européens. Il est notamment fait état d'un intérêt de l'Olympique lyonnais, qu'il avait éliminé avec l'Ajax Amsterdam en demi-finales de Ligue Europa la saison précédente, ainsi que de Crystal Palace.

#### Olympique lyonnais (2017-2020)
Kenny Tete est transféré a l'Olympique lyonnais le 10 juillet 2017 contre un montant de 3 millions d'euros. Il s'engage pour un contrat de 5 ans et portera le numéro 23. Il dispute son premier match contre le Stade rennais, pour une victoire 2 à 1 lors de la deuxième journée. Il remplace alors Rafael, sorti en fin de match.
Il marque son premier but pour l'OL lors de la troisième journée face au Girondins de Bordeaux (3-3). Souvent titulaire en début de saison, il perd sa place au cours de l'année 2018, à cause des très bonnes performances de Rafael notamment. À l'entame de la saison 2018-2019, un nouveau concurrent au poste d'arrière droit fait son apparition : Léo Dubois, arrivé libre du FC Nantes. En début de saison, Tete ne joue pas du tout : il faut attendre la troisième journée des phases de groupe de Ligue des champions pour qu'il dispute son premier match, et le 10 novembre pour qu'il soit pour la première fois sur le terrain en Ligue 1.

#### Fulham (depuis 2020)
Tete signe un contrat de quatre ans au Fulham FC le 10 septembre 2020 contre un montant de 3,2 M€ auquel pourra s’ajouter un intéressement sur un futur transfert égal à 10% de tout montant perçu au-delà de 10 M€.

### En équipe nationale
Avec les moins de 19 ans, il participe au championnat d'Europe des moins de 19 ans 2013 organisé en Lituanie. Lors de cette compétition, il joue trois matchs.
Il joue son premier match avec l'équipe des Pays-Bas le 10 octobre 2015, contre le Kazakhstan, dans le cadre des éliminatoires de l'Euro 2016 (victoire 1-2 à Astana).

## Statistiques

### En club
| Saison                | Club                  | Championnat           | Championnat | Championnat | Championnat | Coupe nationale | Coupe nationale | Coupe nationale | Coupe de la Ligue | Coupe de la Ligue | Coupe de la Ligue | Compétition(s) continentale(s) | Compétition(s) continentale(s) | Compétition(s) continentale(s) | Compétition(s) continentale(s) | Total | Total | Total |
| Saison                | Club                  | Division              | M.          | B.          | P.d.        | M.              | B.              | P.d.            | M.                | B.                | P.d.              | Comp.                          | M.                             | B.                             | P.d.                           | M.    | B.    | P.d.  |
| 2013-2014             | Jong Ajax             | Eerste Divisie        | 26          | 0           | 2           | -               | -               | -               | -                 | -                 | -                 | -                              | -                              | -                              | -                              | 26    | 0     | 2     |
| 2014-2015             | Jong Ajax             | Eerste Divisie        | 24          | 2           | 1           | -               | -               | -               | -                 | -                 | -                 | -                              | -                              | -                              | -                              | 24    | 2     | 1     |
| 2015-2016             | Jong Ajax             | Eerste Divisie        | 1           | 0           | 0           | -               | -               | -               | -                 | -                 | -                 | -                              | -                              | -                              | -                              | 1     | 0     | 0     |
| 2016-2017             | Jong Ajax             | Eerste Divisie        | 4           | 2           | 1           | -               | -               | -               | -                 | -                 | -                 | -                              | -                              | -                              | -                              | 4     | 2     | 1     |
| Sous-total            | Sous-total            | Sous-total            | 55          | 4           | 4           | -               | -               | -               | -                 | -                 | -                 | -                              | -                              | -                              | -                              | 55    | 4     | 4     |
| 2014-2015             | Ajax Amsterdam        | Eredivisie            | 5           | 0           | 0           | -               | -               | -               | -                 | -                 | -                 | -                              | -                              | -                              | -                              | 5     | 0     | 0     |
| 2015-2016             | Ajax Amsterdam        | Eredivisie            | 21          | 0           | 1           | 1               | 0               | 0               | -                 | -                 | -                 | C1+C3                          | 2+7                            | 0                              | 0                              | 31    | 0     | 1     |
| 2016-2017             | Ajax Amsterdam        | Eredivisie            | 5           | 0           | 0           | 3               | 0               | 0               | -                 | -                 | -                 | C1+C3                          | 3+8                            | 0+1                            | 0                              | 19    | 1     | 0     |
| Sous-total            | Sous-total            | Sous-total            | 31          | 0           | 1           | 4               | 0               | 0               | -                 | -                 | -                 | -                              | 20                             | 1                              | 0                              | 55    | 1     | 1     |
| 2017-2018             | Olympique lyonnais    | Ligue 1               | 22          | 1           | 4           | 5               | 0               | 1               | -                 | -                 | -                 | C3                             | 4                              | 0                              | 0                              | 31    | 1     | 5     |
| 2018-2019             | Olympique lyonnais    | Ligue 1               | 13          | 0           | 3           | 4               | 0               | 0               | -                 | -                 | -                 | C1                             | 3                              | 0                              | 0                              | 20    | 0     | 3     |
| 2019-2020             | Olympique lyonnais    | Ligue 1               | 18          | 0           | 0           | 5               | 0               | 1               | -                 | -                 | -                 | C1                             | 5                              | 0                              | 0                              | 28    | 0     | 1     |
| 2020-2021             | Olympique lyonnais    | Ligue 1               | 1           | 0           | 0           | -               | -               | -               | -                 | -                 | -                 | -                              | -                              | -                              | -                              | 1     | 0     | 0     |
| Sous-total            | Sous-total            | Sous-total            | 54          | 1           | 7           | 14              | 0               | 2               | -                 | -                 | -                 | -                              | 12                             | 0                              | 0                              | 80    | 1     | 9     |
| 2020-2021             | Fulham FC             | Premier League        | 22          | 0           | 1           | 1               | 0               | 0               | 1                 | 0                 | 1                 | -                              | -                              | -                              | -                              | 24    | 0     | 2     |
| 2021-2022             | Fulham FC             | Championship          | 20          | 2           | 1           | 0               | 0               | 0               | -                 | -                 | -                 | -                              | -                              | -                              | -                              | 20    | 2     | 1     |
| 2022-2023             | Fulham FC             | Premier League        | 31          | 1           | 4           | 5               | 0               | 0               | -                 | -                 | -                 | -                              | -                              | -                              | -                              | 36    | 1     | 4     |
| 2023-2024             | Fulham FC             | Premier League        | 14          | 1           | 0           | 2               | 0               | 0               | 3                 | 0                 | 0                 | -                              | -                              | -                              | -                              | 19    | 1     | 0     |
| 2024-2025             | Fulham FC             | Premier League        | 22          | 0           | 2           | 0               | 0               | 0               | -                 | -                 | -                 | -                              | -                              | -                              | -                              | 22    | 0     | 2     |
| 2025-2026             | Fulham FC             | Premier League        | 1           | 0           | 0           | -               | -               | -               | -                 | -                 | -                 | -                              | -                              | -                              | -                              | 1     | 0     | 0     |
| Sous-total            | Sous-total            | Sous-total            | 110         | 4           | 9           | 8               | 0               | 0               | 4                 | 0                 | 1                 | -                              | -                              | -                              | -                              | 122   | 4     | 10    |
| Total sur la carrière | Total sur la carrière | Total sur la carrière | 250         | 9           | 21          | 26              | 0               | 2               | 4                 | 0                 | 1                 | -                              | 32                             | 1                              | 0                              | 312   | 10    | 24    |

### En sélections nationales
| Saison                | Sélection             | Phases finales        | Phases finales | Phases finales | Phases finales | Éliminatoires | Éliminatoires | Éliminatoires | Ligue des nations | Ligue des nations | Ligue des nations | Matchs amicaux | Matchs amicaux | Matchs amicaux | Total | Total | Total |
| Saison                | Sélection             | Compétition           | M              | B              | Pd             | M             | B             | Pd            | M                 | B                 | Pd                | M              | B              | Pd             | M     | B     | Pd    |
| --------------------- | --------------------- | --------------------- | -------------- | -------------- | -------------- | ------------- | ------------- | ------------- | ----------------- | ----------------- | ----------------- | -------------- | -------------- | -------------- | ----- | ----- | ----- |
| 2015-2016             | Pays-Bas              | -                     | -              | -              | -              | 2             | 0             | 0             | -                 | -                 | -                 | 2              | 0              | 0              | 4     | 0     | 0     |
| 2016-2017             | Pays-Bas              | -                     | -              | -              | -              | -             | -             | -             | -                 | -                 | -                 | 2              | 0              | 0              | 2     | 0     | 0     |
| 2017-2018             | Pays-Bas              | -                     | -              | -              | -              | 2             | 0             | 0             | -                 | -                 | -                 | 1              | 0              | 0              | 3     | 0     | 0     |
| 2018-2019             | Pays-Bas              | -                     | -              | -              | -              | 1             | 0             | 0             | 2                 | 0                 | 1                 | 1              | 0              | 0              | 4     | 0     | 1     |
| 2020-2021             | Pays-Bas              | -                     | -              | -              | -              | 1             | 0             | 0             | -                 | -                 | -                 | -              | -              | -              | 1     | 0     | 0     |
| Total sur la carrière | Total sur la carrière | Total sur la carrière | -              | -              | -              | 6             | 0             | 0             | 2                 | 0                 | 1                 | 6              | 0              | 0              | 14    | 0     | 1     |

## Palmarès
- Ajax Amsterdam
  - Finaliste de la Ligue Europa en 2017.
  - Vice-champion des Pays-Bas en 2015, 2016 et 2017.
  - Finaliste de la Supercoupe des Pays-Bas en 2014.

- Fulham
  - Champion d'Angleterre de D2 en 2022.